# Ricardo III (obra de teatro)

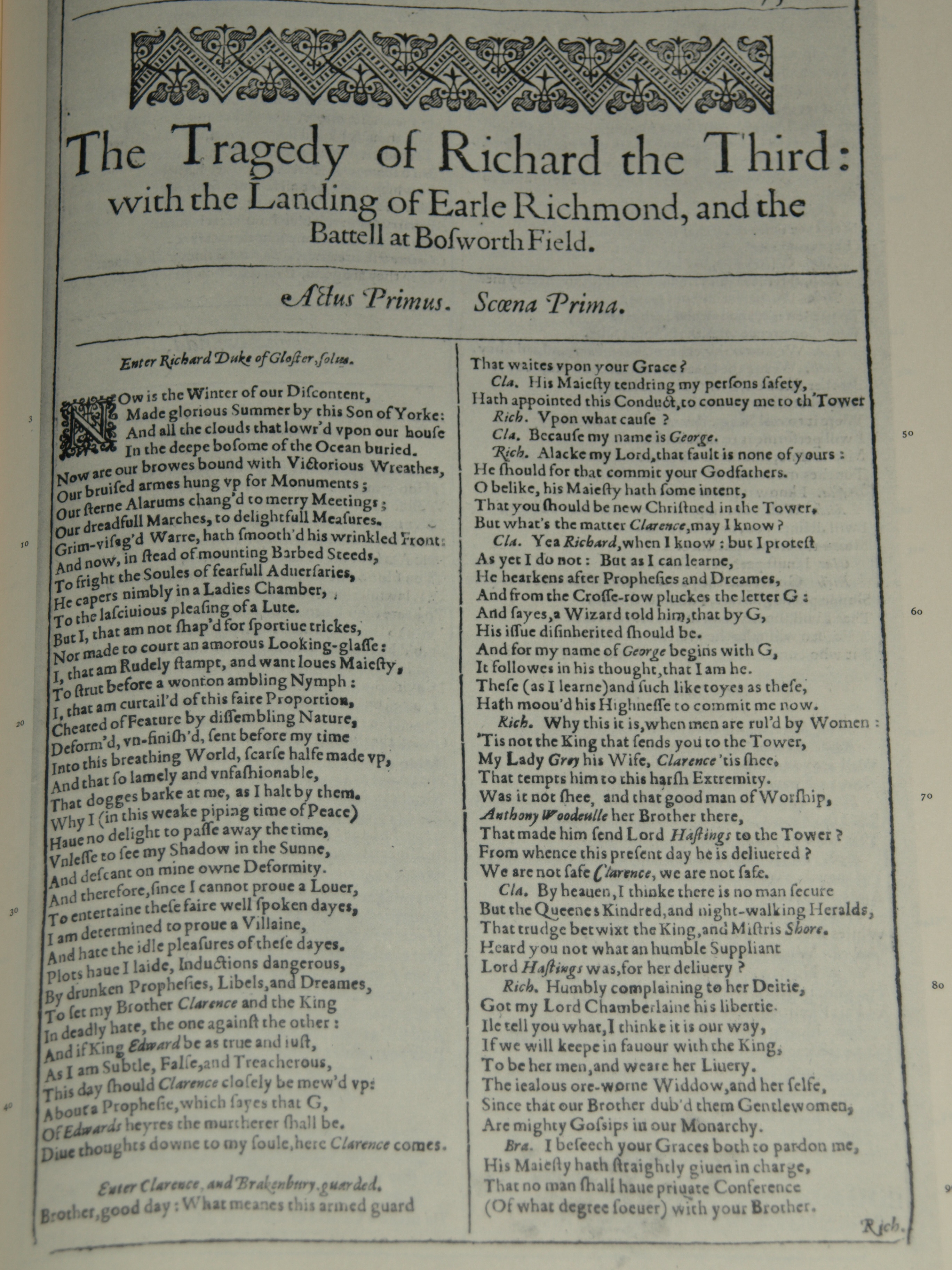
Facsímil de la primera página de Ricardo III del First Folio, publicado en 1623

Ricardo III (The Life and Death of King Richard III, La vida y muerte del rey Ricardo III, título original completo en inglés) es una tragedia de William Shakespeare, la última obra de su tetralogía sobre la historia de Inglaterra. Después de Hamlet, es la pieza más larga del dramaturgo. La tetralogía entera fue compuesta al inicio de la carrera de Shakespeare: la fecha más probable de su escritura se sitúa entre 1591 y 1592.
La obra se sitúa en el reinado de Ricardo III de York, derrotado en la batalla de Bosworth en 1485, después de la guerra entre las familias de Lancaster y York (Guerra de las Dos Rosas) y la toma de posesión definitiva de los Tudor. El monarca Ricardo III se describe en un tono negativo.

## Argumento
La obra comienza con Ricardo alabando a su hermano, el rey Eduardo IV, hijo mayor de Ricardo de York. El monólogo revela la envidia y la ambición de Ricardo, ya que Eduardo gobierna el país con prudencia y sabiduría. Ricardo es un feo jorobado, que se describe como «deformado, mutilado». 
Ricardo conspira para que su hermano Jorge de Clarence, que le precede como heredero al trono, sea recluido en la Torre de Londres como sospechoso de asesinato. Seguidamente, para cumplir sus ambiciones, pretende los favores de Lady Ana, la viuda de Eduardo de Lancaster, tras haber asesinado a su marido y a su padre.
A pesar de los prejuicios en su contra, Ana se compromete a casarse con Ricardo. Este, en colaboración con su amigo Henry Stafford, segundo duque de Buckingham, conspira para acceder a la sucesión al trono, presentándose a los otros señores como un hombre piadoso, modesto, sin ninguna pretensión de grandeza. Así, es elegido sucesor del rey Eduardo IV —en cuya muerte, irónicamente, Ricardo no está en ninguna manera involucrado.
Ricardo se garantiza de manera activa la posesión de la corona. Asesina a cualquiera que se interponga en su camino, incluido el joven príncipe, Lord Hastings, su antiguo aliado Buckingham, e incluso su esposa. Estos crímenes no pasan desapercibidos, y cuando Ricardo ha perdido todo el apoyo y se enfrenta con el conde de Richmond, futuro Enrique VII de Inglaterra, en la batalla de Bosworth Field los fantasmas de la gente que mató le visitan y le auguran: «¡Desespera y muere!».
A pesar de la lucha que inicialmente parece estar yendo bien, Ricardo pronto se encuentra solo en medio del campo de batalla, y llora desconsoladamente implorando «Un caballo, un caballo, mi reino por un caballo». Finalmente, es derrotado después de un combate cuerpo a cuerpo con Richmond, quien lo mata con su espada.

## Representaciones
La primera representación de la que se tiene constancia se produjo el 17 de noviembre de 1633, con presencia de Carlos I y Enriqueta María. 
Colley Cibber produjo la más exitosa de las adaptaciones durante la Restauración con su versión adaptada en el Teatro Drury Lane a partir de 1700. Cibber en persona interpretó el papel hasta 1739, y su versión se mantuvo en los escenarios durante los 150 años siguientes. La versión original de Shakespeare regresó a los escenarios en una producción en  Teatro Sadler Wells 1845
Entre los actores que han interpretado el personaje a lo largo del siglo XX se incluyen F. Murray Abraham, John Barrymore, John Wilkes Booth, Kenneth Branagh, Richard Burbage, Peter Dinklage, David Garrick, Alec Guinness, Ciarán Hinds, Ian Holm, Edmund Kean, Ian McKellen, Laurence Olivier, Al Pacino, Ian Richardson, Kevin Spacey y Donald Wolfit.

## Adaptaciones cinematográficas
Se han realizado varias versiones cinematográficas, entre ellas las protagonizadas por Lawrence Olivier en 1955 y por Ian McKellen en 1995.

## Versiones en castellano
Ricardo III gozó de gran éxito en el siglo XIX, y se realizaron hasta tres versiones mediado el siglo: la de Antonio Mendoza (1811-1872), en 1850; la de Ramón Valladares y Saavedra y Laureano Sánchez Garay, representada en Teatro del Príncipe de Madrid en febrero de 1853 y la de Antonio Romero Ortiz en 1853, llevada a escena por el actor Julián Romea. Las dos últimas son adaptación de la traducción francesa de Victor Séjour. Traducciones posteriores se deben a Jaime Piquet (1877), Guillermo Mcpherson (1882), Rafael Martínez Lafuente (1918), José María Valverde (1967) y Eusebio Lázaro (1997).
Entre las representaciones de la pieza a lo largo del siglo XX en España, se encuentra la versión estrenada en 1946 en el Teatro Español de Madrid, a cargo de Manuel Dicenta, Mercedes Prendes y Adriano Domínguez, dirección de Cayetano Luca de Tena y escenografía de Sigfrido Burmann. También en el Español, Clifford Williams dirigió en 1983 otra versión protagonizada por Eusebio Lázaro (traductor), Helio Pedregal, Fernando Valverde, Fabio León, Carlos Lucena y Pedro Mari Sánchez. En 1998 fue versionada por John Strasberg, con José Pedro Carrión, María Luisa San José y Xabier Elorriaga en los papeles principales. En 2010 se estrenó una nueva versión a cargo de Atalaya Teatro, bajo la dirección de Ricardo Iniesta, protagonizada por Jerónimo Arenal que obtuvo diversos galardones.
Se llevó de nuevo al Teatro Español en 2014, en adaptación de Carlos Martín, con Juan Diego, Terele Pávez, Asunción Balaguer y Ana Torrent.
En el verano de 2016 la compañía Noviembre Teatro estrenó en Alcalá de Henares, en versión de la dramaturga Yolanda Pallín y con dirección de Eduardo Vasco, un Ricardo III con Arturo Querejeta en el papel protagonista, con excelentes críticas, que se mantuvo en gira por toda España hasta el otoño de 2017.
En el año 2021 Mario Moscoso llevó a escena en Argentina una admirable y magnífica adaptación de la obra que dirige y protagoniza con destacadas apariciones en los medios.
Para Televisión española, se grabó la obra para su emisión en el espacio Teatro de siempre el 30 de marzo de 1967, con adaptación, dirección y realización de Claudio Guerín, versión española de los diálogos de Antonio Gala y actuación de José María Prada, Gerardo Malla, Estanis González, Lola Cardona, Luisa Sala y Paco Morán.